# Jana Kudrjavceva
Jana Kudrjavceva (Moskva, 30. rujna 1997.) umirovljena je ruska ritmička gimnastičarka i jedna od najboljih ritmičkih gimnastičarki svih vremena. Zbog svoje vještine nazivali su je i Anđeo sa željeznim krilima, Snježna kraljica i Kristalni kipić. U svojoj kratkoj karijeri osvojila je 13 naslova svjetske prvakinje, 9 europskih naslova, 4 zlatna odličja na Europskim igrama 2015. i srebrno odličje s Olimpijskih igara 2016. u Rio de Janeiru. Bila je trostruka juniorska i dvostruka seniorska državna prvakinja Rusije.
Na Svjetskom prvenstvu u Kijevu 2013. postala je najmlađa osvajačica svjetskoga zlata u povijesti ritmičke gimnastike, i to ne jednog zlata, već njih tri. Sljedeće godine, ponovno je ušla u povijest postavši najmlađa ritmička gimnastičarka koja je obranila naslov svjetske prvakinje. Ne samo da je obranila svjetski naslov u sve tri discipline, već je i osvojila još dva zlatna odličja okitivši se s ukupno 5 zlatnih odličja na jednom prvenstvu. Na Svjetskom prvenstvu 2015. godine u njemačkom Stuttgartu postala je najmlađom gimnastičarkom koja je u tri godine zaredom triput osvajala naslov svjetske prvakinje, i to u tri različite discipline.
Nakon problema s brojnim ozljedama koljena i operacije noge, u siječnju 2017. godine objavila je prekid profesionalne športske karijere. Inače, Kudrjavceva je jedina ritmička gimnastičarka u povijesti toga športa koja nikada nije osvojila manje od 3. mjesta u bilo kojem seniorskom natjecanju, od svjetskog kupa i prvenstva do Olimpijskih igara.

## Vanjske poveznice
- Jana Kudrjavceva  Arhivirana inačica izvorne stranice od 4. ožujka 2016. (Wayback Machine) na stranicama Međunarodnog gimnastičkog saveza (engl.)
- Športski profil  Arhivirana inačica izvorne stranice od 15. siječnja 2017. (Wayback Machine) na stranicama Ruskog gimnastičkog saveza (rus.)